# 温泉都市

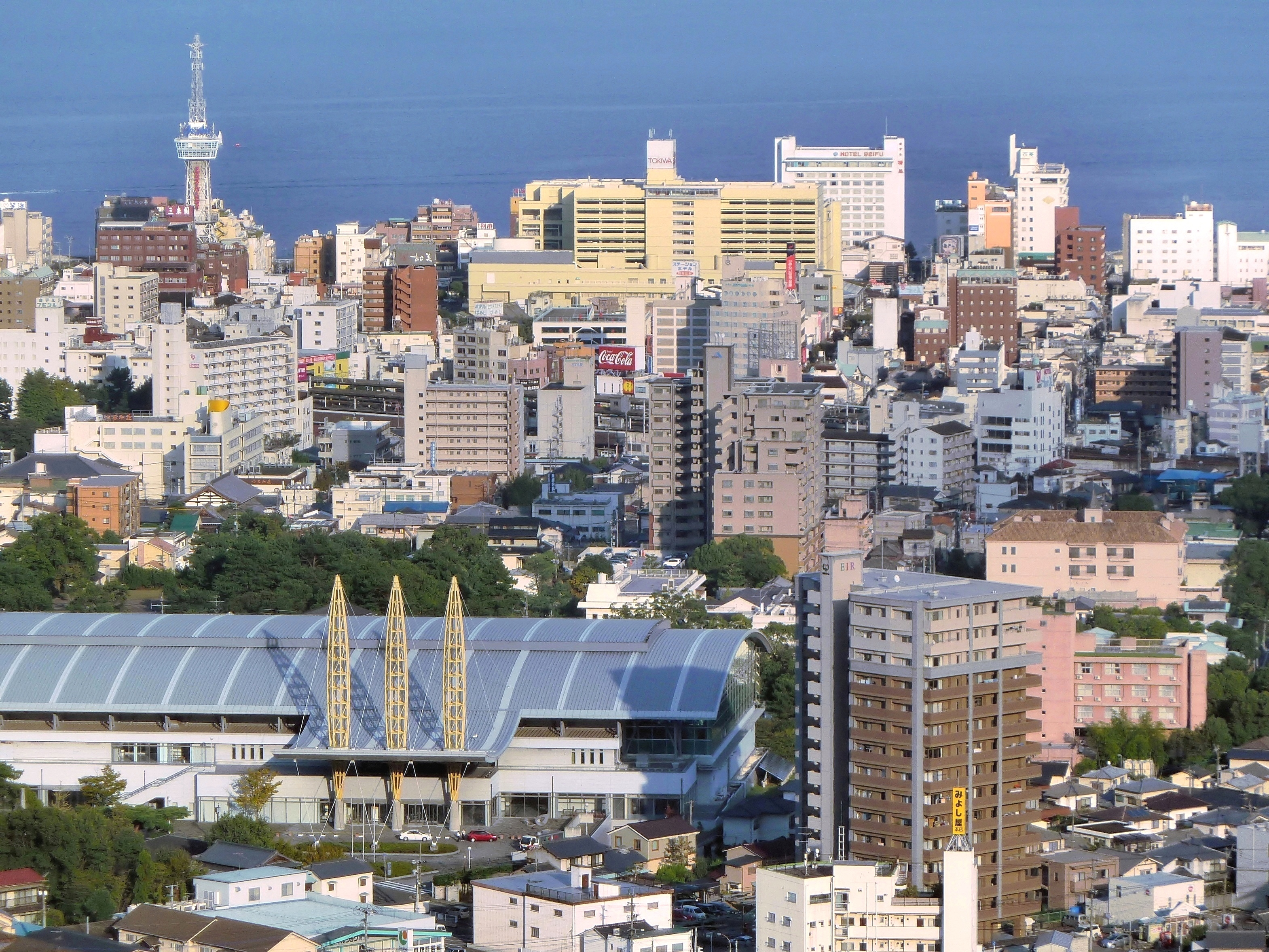
温泉街が発達し都市化した別府温泉の中心市街

温泉都市（おんせんとし）とは、温泉街が大規模に発達した都市を指す。泉都の事。
特に、日本最大の温泉地の別府市や、伊東市、熱海市など、国際観光温泉文化都市に指定されている都市でよく用いられる。